# Flensburg

Flensburg (în daneză Flensborg) este un oraș în landul Schleswig-Holstein, Germania. Flensburg are statut administrativ de district urban.  La 31 decembrie 2012, număra 83.462 locuitori. Din 15 ianuarie 2011, primar al orașului este Simon Faber, ales la 21 noiembrie 2010 din partea SSW (formațiunea minorității daneze). Ponderea SSW în consiliul orășenesc este de 20,93% (9 din cele 43 de mandate).

## Personalități născute aici
- Elvira Madigan (1867 - 1889), artistă de circ.

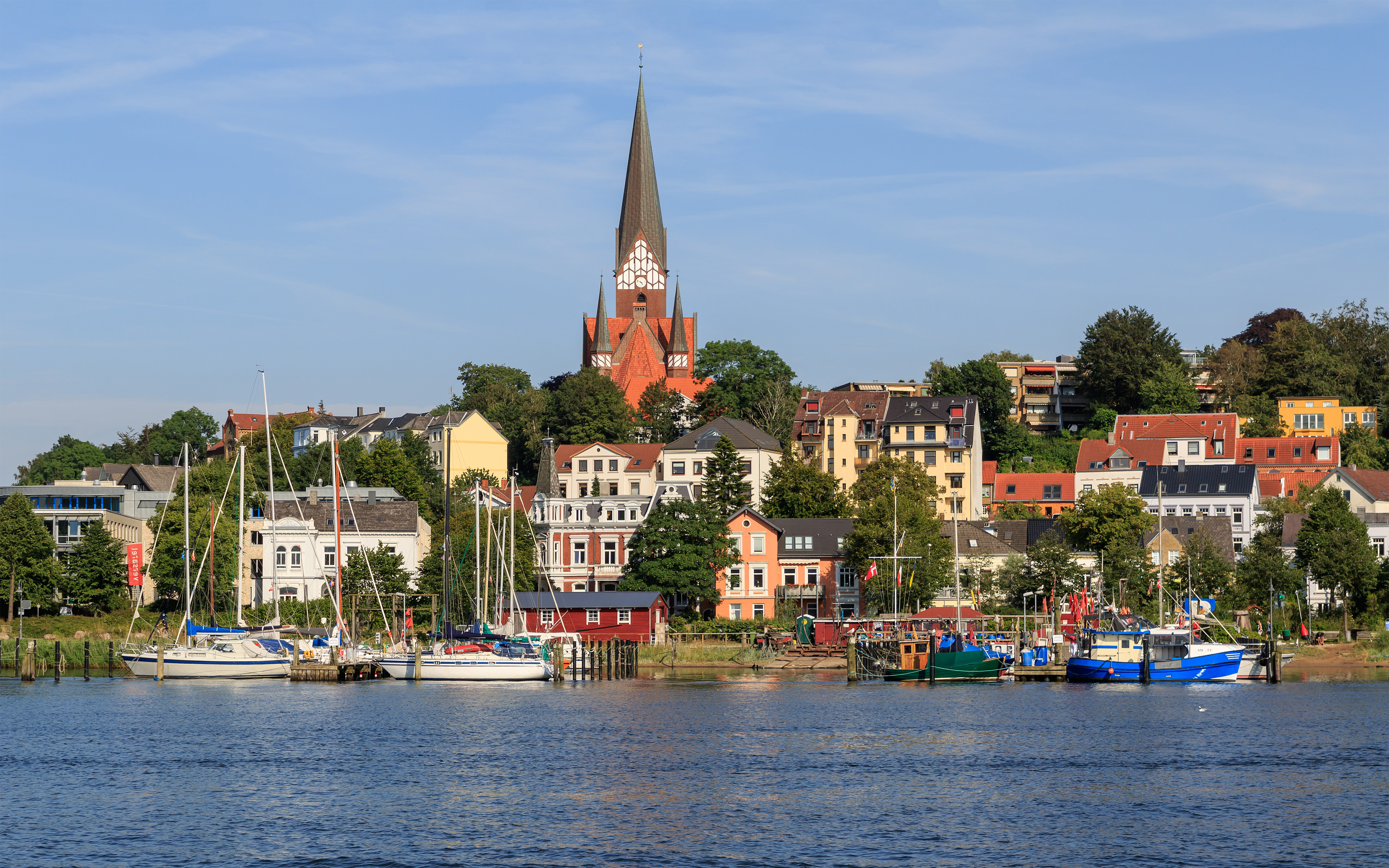
Flensburg (2015)
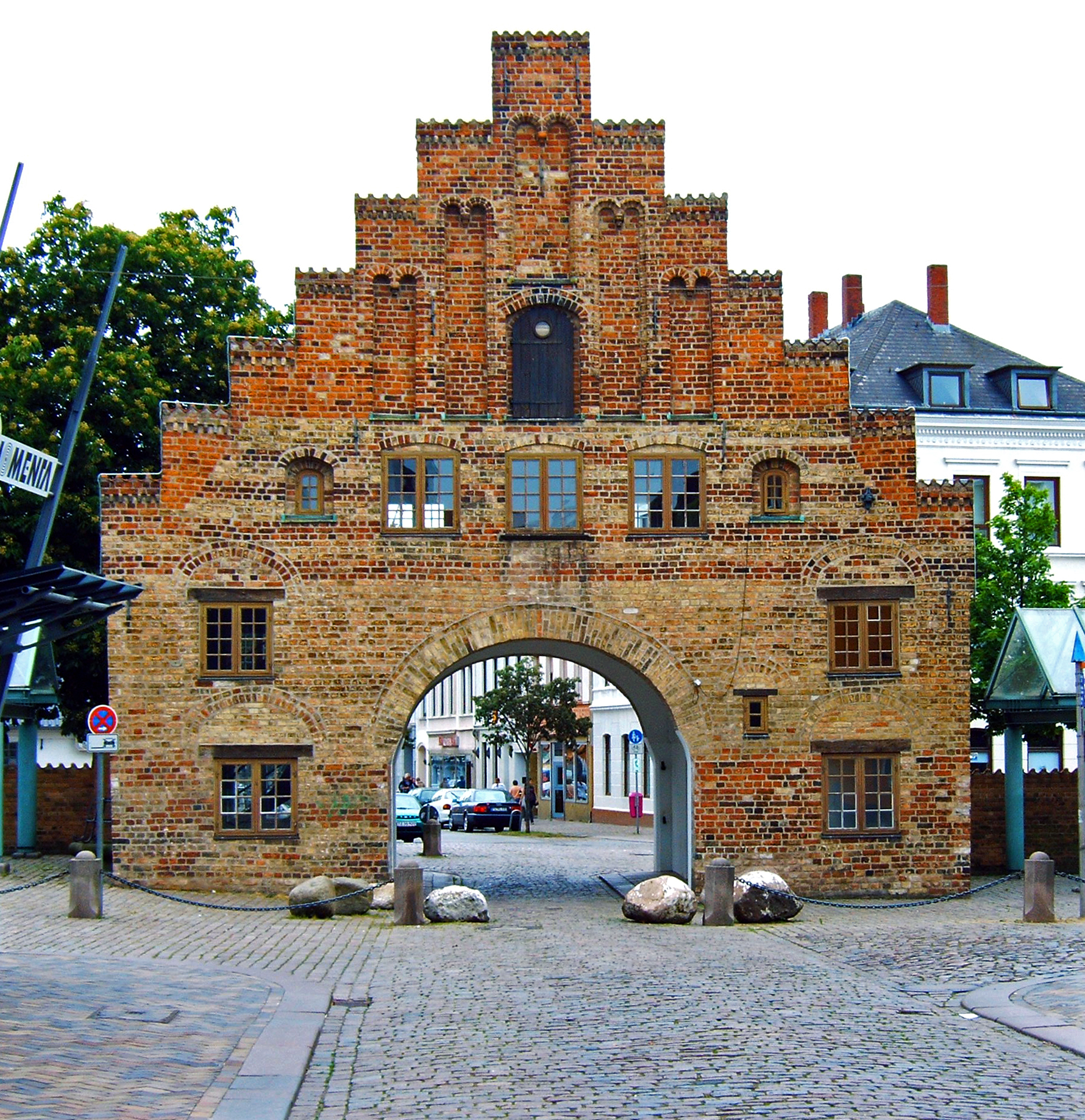
Poarta "Nordertor"
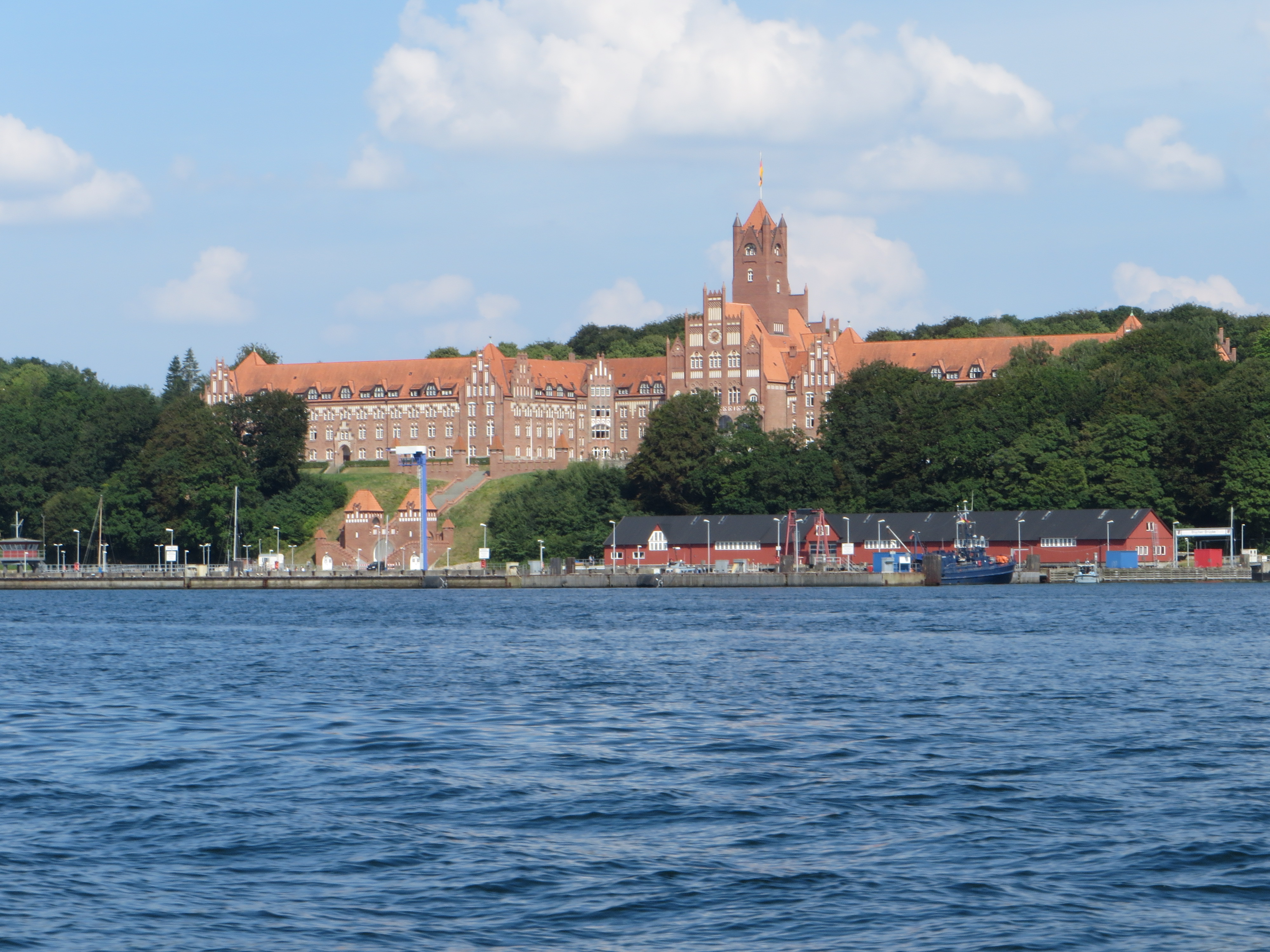
Școala navală din (cartierul) Mürwik
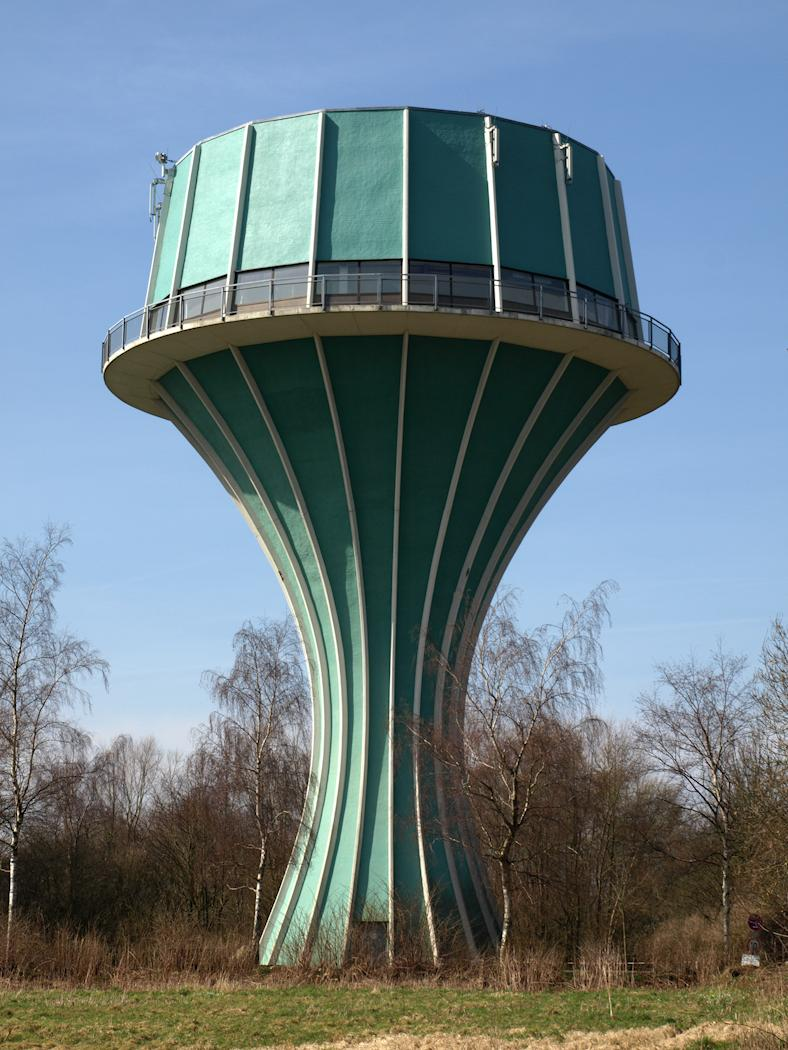
Castelul de apă din cartierul Mürwik
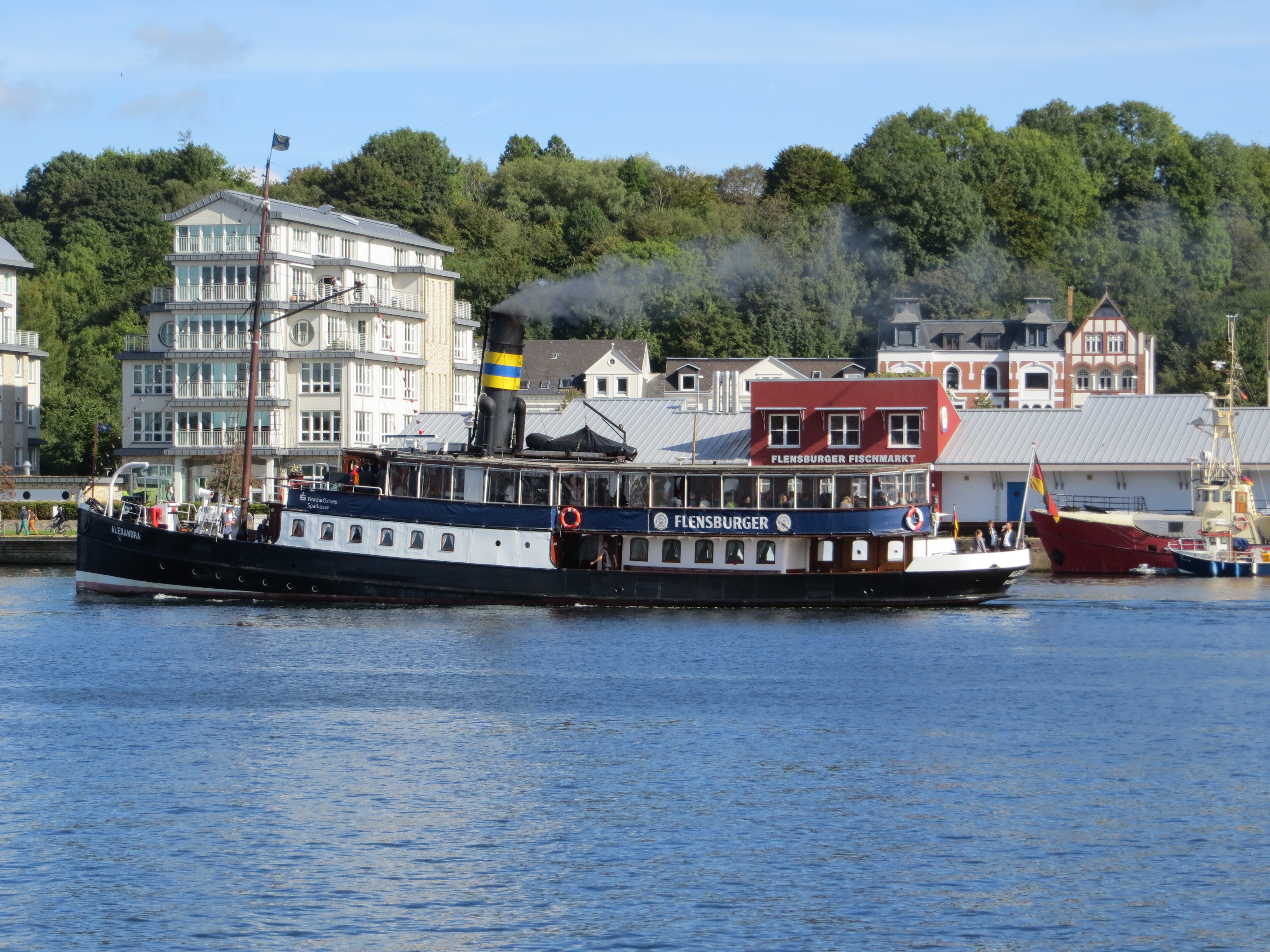
Vaporul cu aburi "Alexandra"
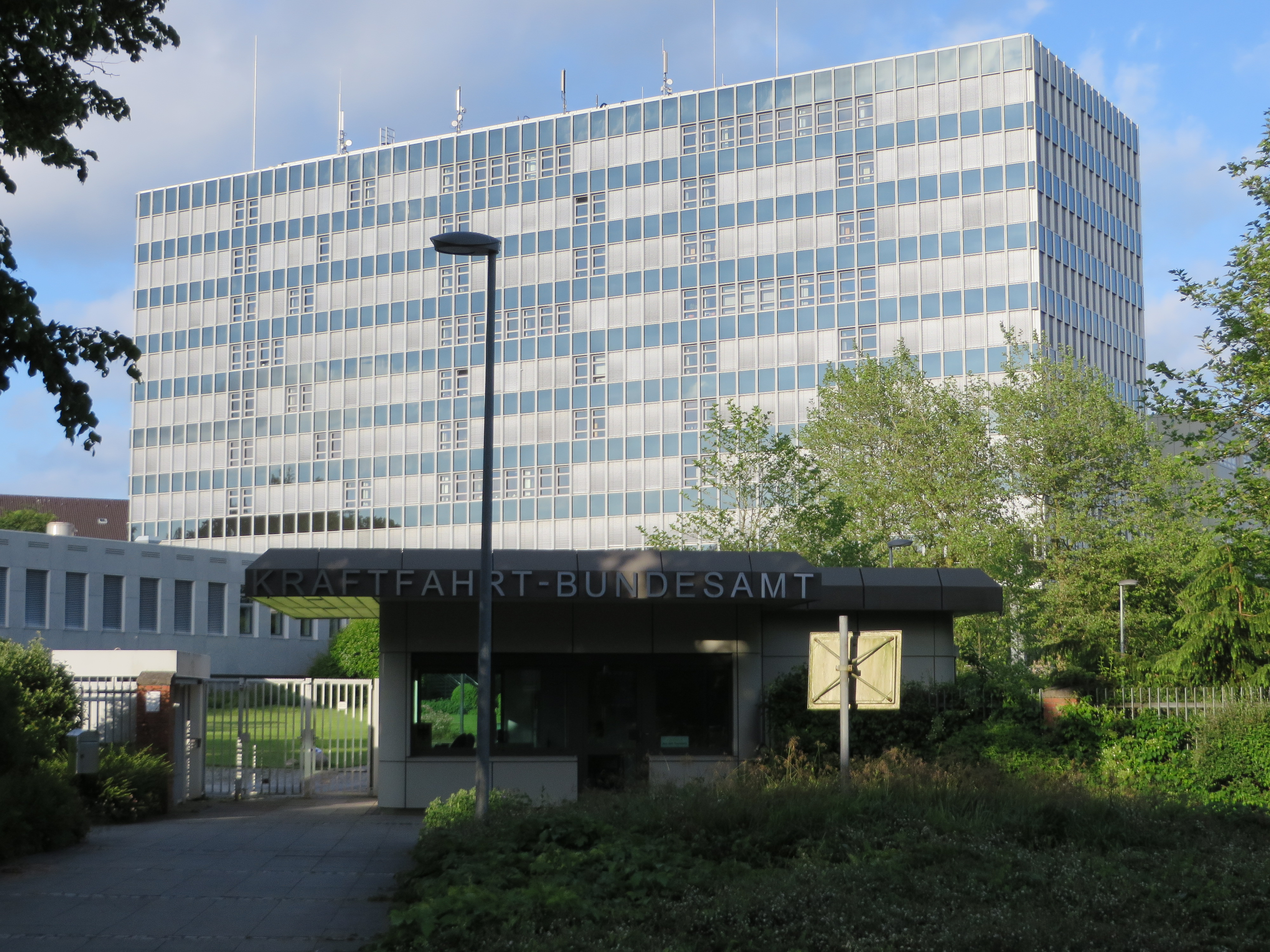
KBA ("Biroul federal pentru autovehicule")

1. ↑  Alle politisch selbständigen Gemeinden mit ausgewählten Merkmalen am 31.12.2018 (4. Quartal) (în germană), Statistisches Bundesamt[*], arhivat din original la 10 martie 2019, accesat în 10 martie 2019